# Pygon
Der Pygon war ein Längen- und Raummaß der Antike.
Es wird als griechisches Maß angesehen. Seine Größe wurde durch ein Maß am menschlichen Körper festgelegt und sollte der Länge vom Ellbogen bis zum ersten Glied des kleinen Fingers gemessen, entsprechen. Das Maß sollte 20 Finger breit sein, also zwei Finger mehr, als das Maß Pygme haben. Dieses Maß wird aber immer in Zweifel gezogen und 18 14/37 Finger entsprechen dem wohl genauer. Der Pygon war die kleine griechische Elle. Das sollen 1 Fuß und 2,79 Zoll nach Schweizer Maß gewesen sein. Nach anderer Literatur wird das Maß als Großer griechischer Fuß bestimmt und hatte 11 Pariser Zoll und 10,88 Pariser Linien. Er soll 1 ¼ feet gemessen haben
- 1 Pygon = 37 Zentimeter = 14,57 Inch[4]

Als Raummaß war seine Größe etwa 1686 Pariser Kubikzoll.
- 1 Pygon = = 5 Palmen = 20 Daktylen = 2 Lichas = 154, 008 Pariser Linien = 347,415 Millimeter.[6] (errechn.)
- 1 Pygon = 4 17/27 Dochmen.[7]
- 1 Pygon = 1 44/82 Spithamen[7]
- 1 Pygon = 1 7/243 Pygmen[7]
- 1 Pygon = 11 Pariser Zoll plus 10 55/100 Pariser Linien = 321,5928 Millimeter[7] (errechn.)